# Râul Racovița, Olt (Brașov)
Râul Racovița este un afluent al râului Olt.